# 瑞克·維克托
瑞克·維克托（英語：Rick Victor，1980年12月4日—），本名艾瑞克·湯普森（英語：Eric Thompson），是世界摔角娛樂旗下職業摔角選手，並在世界摔角娛樂節目WWE NXT中亮相。瑞克·維克托是現任的NXT雙打冠軍。
在瑞克·維克托的摔角事業中，曾是一次NXT雙打冠軍。

## 外部連結
- WWE-VIKTOR （页面存档备份，存于）